# Advahov Brothers
Advahov Brothers (rumänska: Frații Advahov) är en moldavisk folkmusikduo, bestående av bröderna Vasile och Vitalie Advahov. Duon grundades 2005 och representerade, tillsammans med Zdob și Zdub, Moldavien i Eurovision Song Contest 2022 i Turin, Italien, med låten "Trenulețul".
Bröderna föddes i Cahul, Moldavien, den 18 januari 1978 respektive 26 april 1979. Under sina gymnasieår på Ciprian Porumbescu High School ingick de i en orkestergrupp som hette Mugurașii.

## Karriär
2005 grundades Advahov Brothers Orchestra. Det var ursprungligen tänkt att bara vara en liten musikgrupp, men populariteten växte så småningom och olika musiker från Moldavien och Rumänien anslöt sig och bildade en orkester. 2020 innehåller orkestern fyrtiofem instrumentalister.
Den 29 januari 2022 valdes duon, tillsammans folkrockbandet Zdob și Zdub, av Teleradio-Moldova att representera landet i Eurovision Song Contest 2022 i Turin. Deras bidrag "Trenulețul" framfördes i den första semifinalen och gick vidare till finalen. De slutade på en 7:e plats med 253 poäng och kom på 2:a plats i teleomröstningen.